# Chine aux Jeux paralympiques d'été de 2012
La Chine participe aux Jeux paralympiques d'été de 2012 à Londres. Il s'agit de sa dixième participation aux Jeux paralympiques. Elle compte 282 athlètes.
Lors des Jeux paralympiques d'été de 2012, la Chine termina première au classement général des médailles.

## Médaillés

### Médailles d'or
| Sport               | Discipline                                      | Athlète(s) | Performance         | Date          |
| Médailles d'or : 95 |                                                 | |                     |               |
| Athlétisme          | 200 m femmes T35                                | Ping Liu | 32 s 72             | 31 août       |
| Athlétisme          | Lancer du disque femmes F35/36                  | Qing Wu | 28,01 m (RM)        | 31 août       |
| Athlétisme          | Triple saut hommes F46                          | Fuliang Liu | 15,20 m (RM)        | 1er septembre |
| Athlétisme          | Lancer du disque femmes F11/12                  | Liangmin Zang | 40,13 m (RP)        | 1er septembre |
| Athlétisme          | Lancer du poids femmes F54/55/56                | Liwan Yang | 7,50 m (RM)         | 1er septembre |
| Athlétisme          | 400 m hommes T53                                | Huzhao Li | 49 s 70             | 2 septembre   |
| Athlétisme          | Lancer du javelot hommes F44                    | Mingjie Gao | 58,53 m (RP)        | 2 septembre   |
| Athlétisme          | 100 m femmes T12                                | Guohua Zhou Jie Li (guide) | 12 s 05             | 2 septembre   |
| Athlétisme          | 100 m femmes T53                                | Lisha Huang | 16 s 42             | 2 septembre   |
| Athlétisme          | Saut en longueur hommes F46                     | Fuliang Liu | 7,15 m              | 3 septembre   |
| Athlétisme          | Lancer du poids femmes F42/44                   | Juan Yao | 13,05 m (RM)        | 3 septembre   |
| Athlétisme          | Lancer du poids femmes F37                      | Na Mi | 12,20 m (RM)        | 4 septembre   |
| Athlétisme          | Lancer du disque hommes F40                     | Zhiming Wang | 45,78 m (RM)        | 4 septembre   |
| Athlétisme          | 800 m femmes T53                                | Hongzhuan Zhou | 1 min 52 s 85       | 5 septembre   |
| Athlétisme          | Lancer du poids hommes F37/38                   | Dong Xia | 17,52 m (RM)        | 5 septembre   |
| Athlétisme          | Lancer du javelot hommes F12/13                 | Pengkai Zhu | 64,38 m (RM)        | 5 septembre   |
| Athlétisme          | Lancer du javelot femmes F54/55/56              | Liwan Yang | 17,89 m (RM)        | 5 septembre   |
| Athlétisme          | 100 m hommes T46                                | Xu Zhao | 11 s 05             | 6 septembre   |
| Athlétisme          | Lancer du poids hommes F40                      | Zhiming Wang | 14,46 m (RM)        | 6 septembre   |
| Athlétisme          | 200 m femmes T38                                | Junfei Chen | 27 s 39 (RM)        | 6 septembre   |
| Athlétisme          | 200 m femmes T53                                | Lisha Huang | 29 s 18             | 6 septembre   |
| Athlétisme          | Lancer du disque femmes F37                     | Na Mi | 35,35 m (RM)        | 6 septembre   |
| Athlétisme          | Lancer du javelot femmes F57/58                 | Ming Liu | 23,48 m             | 6 septembre   |
| Athlétisme          | 200 m hommes T53                                | Huzhao Li | 25 s 61 (RP)        | 7 septembre   |
| Athlétisme          | 400 m hommes T54                                | Lixin Zhang | 46 s 88             | 7 septembre   |
| Athlétisme          | Lancer du disque hommes F32/33/34               | Yanzhang Wang | 49,03 m (RM)        | 7 septembre   |
| Athlétisme          | Lancer du javelot hommes F42                    | Yanlong Fu | 52,79 m (RM)        | 7 septembre   |
| Athlétisme          | Lancer du javelot hommes F40                    | Zhiming Wang | 47,95 m (RM)        | 7 septembre   |
| Athlétisme          | 100 m femmes T35                                | Ping Liu | 15 s 44 (RM)        | 7 septembre   |
| Athlétisme          | 100 m hommes T11                                | Lei Xue Lin Wang (guide) | 11 s 17             | 8 septembre   |
| Athlétisme          | Relais 4 × 400 hommes T53/54                    | Yang Liu Chengming Liu Huzhao Li Lixin Zhang                                                                                             | 3 min 05 s 46 (RM)  | 8 septembre   |
| Athlétisme          | 100 m femmes T54                                | Wenjun Liu | 15 s 82 (RM)        | 8 septembre   |
| Athlétisme          | 400 m femmes T53                                | Hongzhuan Zhou | 55 s 47             | 8 septembre   |
| Aviron              | Skiff individuel hommes AS                      | Cheng Huang | 4 min 52 s 36       | 2 septembre   |
| Aviron              | Skiff double mixte TA                           | Xiaoxian Lou Tianming Fei | 3 min 57 s 63       | 2 septembre   |
| Cyclisme            | 1 km contre-la-montre individuel hommes C1-2-3  | Zhang Yu Li | 1 min 05 s 021 (RM) | 30 août       |
| Cyclisme            | Poursuite individuelle femmes C1-2-3            | Sini Zeng | 4 min 19 s 881      | 30 août       |
| Cyclisme            | Poursuite individuelle hommes C2                | Guihua Liang | 3 min 45 s 828      | 31 août       |
| Cyclisme            | 500 m contre-la-montre individuel femmes C1-2-3 | Yin He | 39 s 158 (RM)       | 1er septembre |
| Cyclisme            | Sprint par équipes mixtes C1 à C5               | Xiaofei Ji Xinjang Liu Hao Xie | 49 s 804            | 2 septembre   |
| Cyclisme            | Course individuelle femmes C1-3                 | Sini Zeng | 1 h 29 min 02 s     | 6 septembre   |
| Escrime             | Fleuret individuel hommes A                     | Ruyi Ye | 15 - 5              | 4 septembre   |
| Escrime             | Fleuret individuel homme B                      | Daoliang Hu | 10 - 15             | 4 septembre   |
| Escrime             | Fleuret individuel femmes B                     | Fang Yao | 15 - 10             | 4 septembre   |
| Escrime             | Sabre individuel hommes A                       | Yijun Chen | 15 - 12             | 6 septembre   |
| Escrime             | Open par équipes femmes                         | Baili Wu Jing Rong Fang Yao | 45 - 38             | 7 septembre   |
| Escrime             | Open par équipes hommes                         | Daoliang Hu Ruyi Ye Yijun Chen | 45 - 32             | 8 septembre   |
| Judo                | Plus de 70 kg femmes                            | YanPing Yuan | 100 - 000           | 1er septembre |
| Haltérophilie       | Moins de 52 kg hommes                           | Qi Feng | 176 kg              | 31 août       |
| Haltérophilie       | Moins de 67,5 kg hommes                         | Lei Liu | 218 kg              | 2 septembre   |
| Haltérophilie       | Moins de 75 kg femmes                           | Taoying Fu | 146 kg              | 3 septembre   |
| Natation            | 50 m brasse hommes SB2                          | Jianping Du | 57 s 50 (RAs)       | 30 août       |
| Natation            | 100 m dos hommes S6                             | Tao Zheng | 1 min 13 s 56 (RM)  | 30 août       |
| Natation            | 100 m dos femmes S6                             | Dong Lu | 1 min 24 s 71 (RM)  | 30 août       |
| Natation            | 400 m nage libre hommes S8                      | Yinan Wang | 4 min 27 s 11 (RAs) | 31 août       |
| Natation            | 50 m papillon hommes S7                         | Shiyun Pan | 29 s 49 (RM)        | 31 août       |
| Natation            | 50 m nage libre hommes S11                      | Bozun Yang | 25 s 27 (RM)        | 1er septembre |
| Natation            | 200 m nage libre hommes S2                      | Yang Yang | 4 min 36 s 18 (RP)  | 1erseptembre  |
| Natation            | 150 m 4 nages hommes SM3                        | Jianping Du | 2 min 43 s 72 (RM)  | 2 septembre   |
| Natation            | 100 m nage libre femmes S3                      | Jiangbo Xia | 1 min 44 s 32 (RM)  | 3 septembre   |
| Natation            | 100 m nage libre hommes S2                      | Yang Yang | 2 min 03 s 71 (RM)  | 3 septembre   |
| Natation            | 100 m nage libre hommes S7                      | Shiyun Pan | 1 min 0 s 57 (RAs)  | 3 septembre   |
| Natation            | 100 m brasse hommes SB11                        | Bozun Yang | 1 min 10 s 11 (RM)  | 3 septembre   |
| Natation            | 200 m 4 nages hommes SM6                        | Qing Xu | 2 min 38 s 62 (RM)  | 3 septembre   |
| Natation            | 50 m nage libre hommes S6                       | Qing Xu | 28 s 57 (RM)        | 4 septembre   |
| Natation            | 50 m dos hommes S2                              | Yang Yang | 1 min 00 s 90 (RM)  | 5 septembre   |
| Natation            | 50 m nage libre femmes S9                       | Ping Lin | 29 s 12 (RP)        | 5 septembre   |
| Natation            | 50 m dos femmes S2                              | Yazhu Feng | 1 min 03 s 00 (RM)  | 5 septembre   |
| Natation            | 100 m nage libre hommes S8                      | Yinan Wang | 56 s 58 (RM)        | 6 septembre   |
| Natation            | 50 m nage libre hommes S2                       | Yang Yang | 1 min 01 s 39       | 7 septembre   |
| Natation            | 50 m papillon hommes S6                         | Qing Xu | 29 s 90 (RM)        | 7 septembre   |
| Natation            | 50 m nage libre femmes S3                       | Jiangbo Xia | 48 s 11 (RM)        | 7 septembre   |
| Natation            | 100 m nage libre hommes S6                      | Qing Xu | 1 min 05 s 82 (RP)  | 8 septembre   |
| Natation            | 200 m 4 nages hommes SM11                       | Bozun Yang | 2 min 22 s 40 (RM)  | 8 septembre   |
| Natation            | Relais 4 × 100 m 4 nages 34 points              | Xiaobing Liu Furong Lin Yanpeng Wei Yinan Wang                                                                                           | 4 min 09 s 04 (RM)  | 8 septembre   |
| Tennis de table     | Simple hommes C3                                | Panfeng Feng | 3 - 0               | 2 septembre   |
| Tennis de table     | Simple hommes C9                                | Lin Ma | 3 - 1               | 2 septembre   |
| Tennis de table     | Simple dames C1-2                               | Jing Liu | 3 - 0               | 2 septembre   |
| Tennis de table     | Simple dames C4                                 | Ying Zhou | 3 - 0               | 2 septembre   |
| Tennis de table     | Simple dames C5                                 | Bian Zhang | 3 - 1               | 2 septembre   |
| Tennis de table     | Simple dames C8                                 | Jingdian Mao | 3 - 1               | 2 septembre   |
| Tennis de table     | Simple dames C9                                 | Lina Lei | 3 - 2               | 3 septembre   |
| Tennis de table     | Simple hommes C8                                | Shuai Zhao | 3 - 1               | 3 septembre   |
| Tennis de table     | Par équipes hommes C3                           | Panfeng Feng Yanming Gao Ping Zhao | 3 - 2               | 7 septembre   |
| Tennis de table     | Par équipes dames C1-3                          | Qian Li Jing Liu | 3 - 0               | 7 septembre   |
| Tennis de table     | Par équipes hommes C4-5                         | Ningning Cao Xingyuan Guo Yan Zhang | 3 - 1               | 8 septembre   |
| Tennis de table     | Par équipes hommes C9-10                        | Yang Ge Hao Lian Xiaolei Lu Lin Ma | 3 - 2               | 8 septembre   |
| Tennis de table     | Par équipes dames C4-5                          | Gai Gu Bian Zhang Zhang Miao Ying Zhou                                                                                                   | 3 - 0               | 8 septembre   |
| Tennis de table     | Par équipes dames C6-10                         | Lei Fan Lina Lei Meili Liu Yang Qian | 3 - 0               | 8 septembre   |
| Tir                 | Carabine 10 m debout hommes SH1                 | Chao Dong | 699.5               | 31 août       |
| Tir                 | Carabine 10 m debout femmes SH1                 | Cuiping Zhang | 500.9 (RMF)         | 30 août       |
| Tir                 | Pistolet 25 m mixte P3                          | Jianfei Li | 770.3               | 3 septembre   |
| Tir                 | Carabine 50 m debout femmes SH1                 | Cuiping Zhang | 676.6               | 6 septembre   |
| Tir à l'arc         | Individuel femmes debout                        | Huilian Yan | 6 - 4               | 4 septembre   |
| Volley-ball         | Tournoi féminin                                 | Liping Li Hong Qin Lu Yu Hong Sheng Li Mei Su Yanhua Tan Xue Mei Tang Yanan Wang Yan Ling Yang Lijun Zhang Xu Fei Zhang Xiong Ying Zheng | 3 - 1               | 7 septembre   |

### Médailles d'argent
| Sport                   | Discipline                                   | Athlète(s)                                                        | Performance         | Date          |
| Médailles d'argent : 71 |                                              |                                                                   |                     |               |
| Athlétisme              | 200 m hommes T37                             | Guangxu Shang                                                     | 23 s 15             | 31 août       |
| Athlétisme              | Lancer du disque femmes F11/12               | Hongxia Tang                                                      | 39,91 m             | 1er septembre |
| Athlétisme              | Lancer du javelot hommes F33/34              | Yanzhang Wang                                                     | 38,23 m             | 1er septembre |
| Athlétisme              | 100 m femmes T38                             | Junfei Chen                                                       | 13 s 53             | 1er septembre |
| Athlétisme              | 100 m hommes T54                             | Yang Liu                                                          | 13 s 92             | 2 septembre   |
| Athlétisme              | 100 m femmes T53                             | Hongzhuan Zhou                                                    | 16 s 90             | 2 septembre   |
| Athlétisme              | Lancer du poids femmes F35/36                | Jun Wang                                                          | 12,07 m             | 2 septembre   |
| Athlétisme              | 100 m hommes T53                             | Yufei Zhao                                                        | 15 s 09             | 3 septembre   |
| Athlétisme              | 400 m hommes T38                             | Wenjun Zhou                                                       | 51 s 56             | 3 septembre   |
| Athlétisme              | Lancer du poids femmes F42/44                | Yue Yang                                                          | 12,22 m             | 3 septembre   |
| Athlétisme              | 400 m femmes T54                             | Hongjiao Dong                                                     | 55 s 43             | 3 septembre   |
| Athlétisme              | Lancer du poids femmes F37                   | Qiuping Xu                                                        | 11,04 m             | 4 septembre   |
| Athlétisme              | Relais 4 × 100 m femmes T35/T38              | Dezhi Xiong Yuanhang Cao Ping Liu Junfei Chen                     | 55 s 65             | 4 septembre   |
| Athlétisme              | Relais 4 × 100 m hommes T11/T13              | Lei Xue Yizhi Yuan Yuqing Yang Yansong Li                         | 42 s 68             | 5 septembre   |
| Athlétisme              | Relais 4 × 100 m hommes T42/T46              | Zhiming Liu Fuliang Liu Hexing Xie Xu Zhao                        | 42 s 98             | 5 septembre   |
| Athlétisme              | Saut en longueur hommes F37/38               | Yuxi Ma                                                           | 6,26 m              | 5 septembre   |
| Athlétisme              | Lancer du poids femmes F11/12                | Hongxia Tang                                                      | 12,47 m             | 5 septembre   |
| Athlétisme              | 800 m femmes T53                             | Lisha Huang                                                       | 1 min 53 s 10       | 5 septembre   |
| Athlétisme              | Triple saut hommes F11                       | Duan Li                                                           | 12,75 m             | 6 septembre   |
| Athlétisme              | 200 m hommes T35                             | Xinhan Fu                                                         | 26 s 21 (RM)        | 6 septembre   |
| Athlétisme              | Lancer du poids hommes F46                   | Zhanbiao Hou                                                      | 15,57 m             | 6 septembre   |
| Athlétisme              | 200 m femmes T12                             | Guohua Zhou Jie Li (guide)                                        | 24 s 66             | 6 septembre   |
| Athlétisme              | Lancer du disque femmes F37                  | Qiuping Xu                                                        | 32,08 m             | 6 septembre   |
| Athlétisme              | Lancer du disque hommes F37/38               | Dong Xia                                                          | 55,81 m (RM)        | 7 septembre   |
| Athlétisme              | Saut en longueur femmes F11/12               | Juntingxian Jia                                                   | 4,73 m              | 7 septembre   |
| Athlétisme              | 100 m hommes T37                             | Yongbin Liang                                                     | 11 s 51 (RM)        | 8 septembre   |
| Athlétisme              | 100 m femmes T54                             | Hongjiao Dong                                                     | 15 s 86             | 8 septembre   |
| Athlétisme              | Lancer du poids femmes F40                   | Genjimisu Meng                                                    | 9,13 m              | 8 septembre   |
| Athlétisme              | Lancer du javelot femmes F37/38              | Qianqian Jia                                                      | 31,62 m             | 8 septembre   |
| Boccia                  | Individuel mixte BC2                         | Zhiqiang Yan                                                      | 0 - 8               | 8 septembre   |
| Boccia                  | Individuel mixte BC4                         | Yuansen Zheng                                                     | 3 - 3               | 8 septembre   |
| Boccia                  | Par équipes mixte BC1-2                      | Zhiqiang Yan Weibo Yuan Qi Zhang Kai Zhong                        | 5 - 10              | 4 septembre   |
| Cyclisme sur piste      | Poursuite individuelle hommes C1             | Zhang Yu Li                                                       | 4 min 00 s 235      | 31 août       |
| Cyclisme sur piste      | Contre-la-montre individuel hommes C2        | Guihua Liang                                                      | 24 min 40 s 33      | 5 septembre   |
| Cyclisme sur piste      | Contre-la-montre individuel hommes C5        | Xinyang Liu                                                       | 32 min 21 s 03      | 5 septembre   |
| Cyclisme sur piste      | Course en ligne hommes C4-5                  | Xinyang Liu                                                       | 1 h 55 min 48 s     | 6 septembre   |
| Escrime                 | Fleuret individuel hommes A                  | Yijun Chen                                                        | 5 - 15              | 4 septembre   |
| Escrime                 | Sabre individuel hommes A                    | Jianquan Tian                                                     | 12 - 15             | 6 septembre   |
| Escrime                 | Fleuret individuel femmes A                  | Baili Wu                                                          | 13 - 15             | 4 septembre   |
| Goalball                | Tournoi féminin                              | Wang Ruixue Chen Fengqing Lin Shan Wang Shasha Fan Feifei Ju Zhen | 0 - 1               | 7 septembre   |
| Judo                    | Moins de 60 kg hommes                        | Xiaodong Li                                                       | 000 - 1001          | 30 août       |
| Judo                    | Moins de 66 kg hommes                        | Xu Zhao                                                           | 000 - 100           | 30 août       |
| Judo                    | Moins de 52 kg femmes                        | Lijing Wang                                                       | 000 - 100           | 30 août       |
| Judo                    | Moins de 63 kg femmes                        | Tong Zhou                                                         | 000 - 100           | 31 août       |
| Judo                    | Plus de 100 kg hommes                        | Song Wang                                                         | 000 - 100           | 1er septembre |
| Haltérophilie           | Moins de 40 kg femmes                        | Zhe Cui                                                           | 97 kg               | 30 août       |
| Haltérophilie           | Moins de 60 kg femmes                        | Yan Yang                                                          | 125 kg              | 2 septembre   |
| Haltérophilie           | Moins de 67,5 kg femmes                      | Yujiao Tan                                                        | 139 kg              | 3 septembre   |
| Haltérophilie           | Moins de 82,5 kg hommes                      | Xiao Fei Gu                                                       | 228 kg              | 4 septembre   |
| Haltérophilie           | Moins de 90 kg hommes                        | Huichao Cai                                                       | 233 kg              | 4 septembre   |
| Haltérophilie           | Moins de 100 kg hommes                       | Dong Qi                                                           | 242 kg              | 5 septembre   |
| Natation                | 100 m papillon hommes S8                     | Yanpeng Wei                                                       | 1 min 01 s 66       | 30 août       |
| Natation                | 100 m dos hommes S6                          | Hongguang Jia                                                     | 1 min 14 s 64       | 30 août       |
| Natation                | 100 m nage libre hommes S11                  | Bozun Yang                                                        | 58 s 61             | 31 août       |
| Natation                | 50 m nage libre femmes S11                   | Guizhi Li                                                         | 31 s 01 (RAs)       | 1er septembre |
| Natation                | 100 m dos hommes S11                         | Bozun Yang                                                        | 1 min 08 s 07       | 2 septembre   |
| Natation                | Relais 4 × 100 m nage libre hommes 34 points | Maodang Song Jiachao Wang Furong Lin Yinan Wang                   | 3 min 51 s 68 (RAs) | 2 septembre   |
| Natation                | 50 m nage libre hommes S7                    | Shiyun Pan                                                        | 28 s 09 (RAs)       | 4 septembre   |
| Natation                | 200 m 4 nages hommes SM8                     | Jiachao Wang                                                      | 2 min 26 s 62       | 5 septembre   |
| Natation                | 100 m brasse femmes SB5                      | Lingling Song                                                     | 1 min 47 s 19 (RAs) | 5 septembre   |
| Natation                | 400 m nage libre hommes S7                   | Shiyun Pan                                                        | 4 min 46 s 22 (RAs) | 6 septembre   |
| Natation                | 50 m dos hommes S5                           | Junquan He                                                        | 36 s 41             | 6 septembre   |
| Natation                | 50 m papillon hommes S6                      | Tao Zheng                                                         | 30 s 27             | 7 septembre   |
| Natation                | 50 m papillon femmes S6                      | Dong Lu                                                           | 37 s 65 (RAs)       | 7 septembre   |
| Tennis de table         | Simple hommes C5                             | Ningning Cao                                                      | 1 - 3               | 2 septembre   |
| Tennis de table         | Simple hommes C10                            | Yang Ge                                                           | 0 - 3               | 2 septembre   |
| Tennis de table         | Simple dames C5                              | Gai Gu                                                            | 1 - 3               | 2 septembre   |
| Tennis de table         | Simple dames C10                             | Yang Qian                                                         | 2 - 3               | 3 septembre   |
| Tennis de table         | Simple hommes C4                             | Yan Zhang                                                         | 1 - 3               | 3 septembre   |
| Tir                     | Carabine à 50 m 3 positions SH1 femmes R8    | Shibei Dang                                                       | 671.7               | 6 septembre   |
| Tir à l'arc             | Libre par équipes femmes                     | Gao Fangxia Xiao Yanhong Yan Huilian                              | 193 - 199           | 5 septembre   |

### Médailles de bronze
| Sport                    | Discipline                                         | Athlète(s)                          | Performance         | Date          |
| Médailles de bronze : 65 |                                                    |                                     |                     |               |
| Athlétisme               | Saut en longueur femmes F37/38                     | Yuanhang Cao                        | 4,40 m (RP)         | 31 août       |
| Athlétisme               | Lancer du disque femmes F40                        | Genjimisu Meng                      | 30,44 m             | 31 août       |
| Athlétisme               | 100 mètres hommes T35                              | Xinhan Fu                           | 13 s 12             | 1er septembre |
| Athlétisme               | 100 m hommes T38                                   | Wenjun Zhou                         | 11 s 22             | 1er septembre |
| Athlétisme               | Lancer du disque hommes F42                        | Lezheng Wang                        | 42 s 81             | 2 septembre   |
| Athlétisme               | Saut en longueur femmes F46                        | Jingling Ouyang                     | 5,41 m              | 2 septembre   |
| Athlétisme               | 200 m femmes T11                                   | Juntingxian Jia Donglin Xu (guide)  | 26 s 33             | 2 septembre   |
| Athlétisme               | Lancer du poids femmes F35/36                      | Qing Wu                             | 10,64 m (RM)        | 2 septembre   |
| Athlétisme               | Lancer du disque hommes F35/36                     | Wenbo Wang                          | 37 s 87             | 3 septembre   |
| Athlétisme               | 100 m hommes T53                                   | Shiran Yu                           | 15 s 20             | 3 septembre   |
| Athlétisme               | Saut en longueur hommes F11                        | Duan Li                             | 6,31 m              | 4 septembre   |
| Athlétisme               | 100 m hommes T12                                   | Yansong Li                          | 10 s 91             | 4 septembre   |
| Athlétisme               | 100 m femmes T46                                   | Yanping Wang                        | 12 s 89             | 5 septembre   |
| Athlétisme               | Lancer du poids femmes F11/12                      | Liangmin Zhang                      | 11,07 m             | 5 septembre   |
| Athlétisme               | 800 m femmes T54                                   | Lihong Hou                          | 1 min 50 s 31       | 5 septembre   |
| Athlétisme               | 200 m femmes T12                                   | Daqing Zhu Hui Zhang (guide)        | 24 s 88             | 6 septembre   |
| Athlétisme               | 200 m femmes T53                                   | Hongzhuan Zhou                      | 29 s 40             | 6 septembre   |
| Athlétisme               | 200 m hommes T53                                   | Yufei Zhao                          | 26 s 00             | 7 septembre   |
| Athlétisme               | 400 m hommes T54                                   | Chengming Liu                       | 47 s 36             | 7 septembre   |
| Athlétisme               | Saut en longueur hommes F46                        | Hongjie Chen                        | 2,01 m (RP)         | 8 septembre   |
| Athlétisme               | Triple saut hommes F12                             | Hewei Dong                          | 14,20 m             | 8 septembre   |
| Athlétisme               | 200 m hommes T12                                   | Yansong Li                          | 22 s 04             | 8 septembre   |
| Athlétisme               | 200 m hommes T38                                   | Wenjun Zhou                         | 22 s 65             | 8 septembre   |
| Athlétisme               | 400 m femmes T53                                   | Lisha Huang                         | 56 s 87             | 8 septembre   |
| Cyclisme                 | 1 km contre-la-montre individuel hommes C4-5       | Xinyang Liu                         | 1 min 07 s 638      | 31 août       |
| Cyclisme                 | Poursuite individuelle hommes C5                   | Xinyang Liu                         | 4 min 35 s 486      | 1er septembre |
| Cyclisme                 | 500 m contre-la-montre femmes C4-5                 | Jianping Ruan                       | 38 s 194 (RM)       | 1er septembre |
| Cyclisme                 | Contre-la-montre individuel hommes C1              | Zhang Yu Li                         | 26 min 23 s 11      | 5 septembre   |
| Cyclisme                 | Contre-la-montre individuel femmes C1-3            | Sini Zeng                           | 27 min 57 s 16      | 5 septembre   |
| Escrime                  | Épée individuelle femmes A                         | Baili Wu                            | 15 - 11             | 5 septembre   |
| Judo                     | Moins de 70 kg femmes                              | Qian Zhou                           | 0221 - 0003         | 1er septembre |
| Haltérophilie            | Moins de 56 kg hommes                              | Jian Wang                           | 185 kg              | 31 août       |
| Haltérophilie            | Moins de 48 kg femmes                              | Shanshan Shi                        | 114 kg              | 1er septembre |
| Haltérophilie            | Moins de 60 kg hommes                              | Quanxi Yang                         | 185 kg              | 1er septembre |
| Haltérophilie            | Moins de 52 kg femmes                              | Cuijuan Xiao                        | 118 kg              | 1er septembre |
| Haltérophilie            | Moins de 75 kg femmes                              | Peng Hu                             | 213 kg              | 3 septembre   |
| Haltérophilie            | Moins de 82,5 kg femmes                            | Yanmei Xu                           | 129 kg              | 4 septembre   |
| Natation                 | 100 m papillon hommes S8                           | Maodang Song                        | 1 min 01 s 99       | 30 août       |
| Natation                 | 100 m papillon femmes S8                           | Shengnan Jiang                      | 1 min 13 s 28       | 30 août       |
| Natation                 | 200 m 4 nages femmes SM10                          | Meng Zhang                          | 2 min 33 s 95 (RAs) | 30 août       |
| Natation                 | 50 m papillon hommes S7                            | Jingang Wang                        | 30 s 75             | 31 août       |
| Natation                 | 100 m dos hommes S9                                | Xiaobing Liu                        | 1 min 03 s 73       | 31 août       |
| Natation                 | 100 m nage libre femmes S11                        | Guizhi Li                           | 1 min 10 s 25       | 31 août       |
| Natation                 | 100 m nage libre femmes S11                        | Guizhi Li                           | 1 min 10 s 25       | 31 août       |
| Natation                 | 50 m papillon femmes S7                            | Min Huang                           | 36 s 50             | 31 août       |
| Natation                 | 400 m nage libre femmes S6                         | Lingling Song                       | 5 min 33 s 73 (RAs) | 1er septembre |
| Natation                 | 150 m 4 nages hommes SM3                           | Hanhua Li                           | 3 min 01 s 16       | 2 septembre   |
| Natation                 | 50 m nage libre femmes S8                          | Shengnan Jiang                      | 31 s 55             | 2 septembre   |
| Natation                 | 50 m nage libre hommes S8                          | Yinan Wang                          | 26 s 31 (RAs)       | 3 septembre   |
| Natation                 | 200 m 4 nages hommes SM6                           | Tao Zheng                           | 2 min 44 s 38       | 3 septembre   |
| Natation                 | 50 m nage libre hommes S6                          | Tao Zheng                           | 30 s 06             | 4 septembre   |
| Natation                 | 200 m 4 nages femmes SM10                          | Shengnan Jiang                      | 2 min 49 s 47 (RAs) | 5 septembre   |
| Natation                 | 50 m dos femmes S4                                 | Juan Bai                            | 54 s 33             | 6 septembre   |
| Natation                 | 50 m papillon femmes S6                            | Fuying Jiang                        | 39 s 26             | 7 septembre   |
| Natation                 | 400 m nage libre hommes S11                        | Bozun Yang                          | 4 min 41 s 73 (RAs) | 7 septembre   |
| Natation                 | 50 m papillon hommes S5                            | Junquan He                          | 37 s 20             | 7 septembre   |
| Natation                 | 100 m brasse hommes SB9                            | Furong Lin                          | 1 min 07 s 40 (RAs) | 8 septembre   |
| Natation                 | 50 m dos hommes S3                                 | Jianping Du                         | 46 s 48             | 8 septembre   |
| Tennis de table          | Simple dames C9                                    | Lina Lei                            | 3 - 2               | 3 septembre   |
| Tennis de table          | Simple dames C10                                   | Lei Fan                             | 3 - 2               | 3 septembre   |
| Tir                      | Carabine à air comprimé 10 m mixte R3              | Cuiping Zhang                       | 705.8               | 1er septembre |
| Tir                      | Carabine à air comprimé 50 m 3 positions hommes R7 | Chao Dong                           | 1251.5              | 5 septembre   |
| Tir                      | Pistolet 50 m mixte P4                             | Hedong Ni                           | 625.3               | 6 septembre   |
| Tir à l'arc              | Individuel femmes W1/W2                            | Jinzhi Li                           | 6 - 4               | 4 septembre   |
| Tir à l'arc              | Par équipes libre hommes                           | Cheng Changjie Dong Zhi Li Zongshan | 206 - 193           | 5 septembre   |